# مفترض براءته (فلم)
مفترض براءته (بالإنجليزية: Presumed Innocent) فيلم غموض، وتشويق وإثارة للمخرج آلان ج. باكولا  عام 1990 مأخوذ عن رواية عام 1987 التي تحمل نفس العنوان للكاتب سكوت تورو. الفيلم من بطولة هاريسون فورد، بريان دينيهي، راؤول جوليا، بوني بيديليا، بول وينفيلد، وغريتا سكاتشي، وتدور الأحداث حول المحامية بمكتب المدعي العام كارولين بزليموس التي يتم العثور عليها مقتولة بوحشية في منزلها. سرعان ما يقوم المدعي العام ونائبه راستى سابتش بفتح تحقيق حول الأمر. وتكشف التحقيقات علاقة عاطفية بين راستي والقتيلة مما يشير بأصبع الاتهام إلى راستي.
تنافس العديد من الشركات والمنتجين للحصول على حقوق إنتاج الفيلم قبل عام من نشر الرواية. حصل المنتجان سيدني بولاك ومارك روزنبيرغ على الحقوق في ديسمبر 1986، واسندوا للسيناريست بيرسون كتابة السيناريو، ولم تنجح هذه المحاولات من شركة يونايتد ارتست وانتقل المشروع إلى شركة وارنر بروز وتم استدعاء باكولا لإعادة كتابة السيناريو مع بيرسون قبل التوقيع كمخرج للفيلم في يناير 1989. بدأ التصوير الرئيسي في يوليو 1989 وانتهى في أكتوبر من ذلك العام بميزانية 20 مليون دولار. تم التصوير في مواقع في ديترويت وويندسور وأونتاريو ونيو جيرسي.
صدر الفيلم إلى دور العرض الأمريكية في 25 يوليو 1990 (لوس أنجلوس)، و27 يوليو 1990 (أمريكا الشمالية)
منح موقع قاعدة بيانات الأفلام على الإنترنت (IMDB) الفيلم درجة 6.9/ 10.
منح موقع قاعدة بيانات الأفلام العربية "السينما.كوم" الفيلم درجة 5.3/ 10.

## طاقم التمثيل
هاريسون فورد: في دور روزات سابيتش (راستي)
بريان دنيهي: في دور ريمون هورغان (المدعي العام)
راؤول جوليا: في دور ساندي شتيرن (محامي راستي)
بوني بيديليا: في دور باربرا سابيتش (زوجة راستي)
بول وينفيلد: في دور لارين ليتل (القاضي)
جريتا سكاتشي: في دور كارولين بولييموس (القتيلة)
جون سبنسر: في دور دان ليبرانزر (المحقق)
جو غريفاسي: في دور تومي مولتو (رئيس قسم جرائم القتل)
توم مارديروسيان: في دور نيكو ديلا جوارديا (النائب العام)
آنا ماريا هورسفورد: في دور يوجينيا
ساب شيمونو: في دور دكتور كوماجاي (الطبيب الشرعي)
برادلي ويتفورد: في دور كوينتين "جيمي" كيمب
كريستين إستبروك: في دور ليديا "ماك" ماكدوجال
مايكل تولان: في دور السيد بولهيمس
جيسي برادفورد: في دور نات سابيتش
جوزيف مازيلو: في دور ويندل ماكغافن
تاكر سمولوود: في دور المحقق هارولد جرير
ديفيد وول: في دور موري ديكرمان
جيفري رايت: في دور محامي الادعاء
ليلاند جانت: في دور ليون ويلز (المتهم برشوة القاضي)

## أحداث الفيلم
يشغل روزات سابيش، الشهير باسم راستي، (هاريسون فورد) منصب مساعد المدعي العام ريمون هورغان (بريان دنيهي) الذي يثق في راستي ويقوم بتكليفه بقضية مقتل زميلته كارولين بولييموس (جريتا سكاتشي) التي وجدت مقتولة في بيتها بعد اغتصابها وهي مقيدة بالحبال. يقترب موعد انتخابات النائب العام التي يطمع ريمون في الفوز بها، بينما يغادر تومي مولتو (جو غريفاسي)، القائم بأعمال رئيس قسم جرائم القتل، للانضمام إلى الحملة المنافسة للمرشح نيكو ديلا غوارديا (توم مارديروسيان). يواجه راستي تضاربًا في المصالح حيث أنه أقام علاقة جنسية قصيرة مع كارولين التي تخلت عنه فجأة. يتصالح راستي منذ ذلك الحين مع زوجته باربرا (بوني بيديليا)، لكنه يظل مهووسًا بكارولين.
يقوم راستي باستبدال المحقق هارولد جرير (تاكر سمولوود)، المسؤول عن التحقيق في جريمة القتل، بصديقه المحقق دان ليبرانزر (جون سبنسر)، ويقنعه بتضييق نطاق التحقيق حتى يتم استبعاد علاقته بكارولين. يغضب ريموند من معالجة روستي للقضية، لكنه يعترف بأنه كان أيضًا على علاقة عاطفية مع كارولين في وقت من الأوقات. سرعان ما يكتشف رستي أن مولتو يقوم سراً باستفساراته الخاصة. تشير جوانب الجريمة إلى أن القاتل كان على علم بإجراءات جمع الأدلة التابعة للشرطة وتستر على الأدلة وفقًا لذلك. يحتوي السائل المنوي الموجود في جسم الضحية على حيوانات منوية ميتة فقط. دم القاتل من فصيلة "أ"، نفس دم روستي، كما يتم العثور على بصمات راستي على كأس في شقة كارولين، وتتطابق الألياف من سجادة منزله مع تلك الموجودة على جسد الفتيلة. يفوز ديلا غوارديا في الانتخابات، ويقوم هو ومولتو باتهام راستي بالقتل.
يقوم راستي بتوكيل المحامي ساندي ستيرن (راؤول جوليا) للدفاع عنه. تعقد المحكمة وعى رأسها القاضي لارين ليتل (بول وينفيلد) ويكتشف الجمع ضياع الكأس الذي يحمل بصمات راستي. يكتشف راستي أن كارولين قد حصلت على ملف في قضية رشوة تتعلق برجل يدعى ليون ويلز (ليلاند جانت). يواجه راستي وليبرانزر ليون ويلز الذي يعترف بأنه دفع للقاضي ليتل 1500 دولار لإسقاط التهم الجنائية ضده، مع قيام كارولين بتيسر التواصل.
يدفع المحامي بأن ديلا غوارديا ومولتو قد اتهموا راستي للتستر على قضية الرشوة. وأثناء استجواب الطبيب الشرعي الدكتور كوماجاي (ساب شيمونو)، يتبين أن كارولين خضعت لعملية ربط الأنابيب، وبالتالي لا يوجد سبب لاستخدام شبكة عازلة لمنع الحمل وأيضا استخدام بخاخ مبيدة للحيوانات المنوية وهي الأشياء التي أثبت الطب الشرعي استخدامها. يؤكد ستيرن أن التفسير الوحيد لهذا التناقض هو أن عينة السائل لم تؤخذ فعليًا من جسم كارولين. وبناءً على اختفاء كأس البيرة، ونقص الدافع وحقيقة أن عينة السائل أصبحت بلا معنى، يرفض القاضي ليتل التهم.
يطلق سراح راستي، وفي منزله يكتشف بلطة صغيرة مغطاة بدم كارولين وشعرها، وأثناء غسل الأداة، تأتي باربرا وتعترف بأنها قتلت كارولين، وكان دافعها هو علاقة راستي بها. وتكشف عن أنها تركت أدلة كافية لراستي ليكتشف أنها ارتكبت الجريمة، لكنها لم تتوقع اتهامه بالقتل. في تعليق صوتي يوضح راستي أن جريمة قتل كارولين قيدت ضد مجهول، لأن محاكمة شخصين عن نفس الجريمة "أمر مستحيل عمليًا" ولا يمكنه ترك ابنه بدون أم حتى لو كان من الممكن محاكمتها، ويأسف راستي لأن شهوته هي التي دفعت زوجته لارتكاب جريمة قتل.

## إنتاج الفيلم
كانت النية متجهة إلى تكليف "كيفن كوستنر" ببطولة الفيلم ولكنه رفض الدور، كما رفض سيدني بولاك إسناد البطولة إلى روبرت ريدفورد بسبب أن عمره لا يتناسب مع شخصية "راستي سابيش". عندما أسند الإخراج إلى باكولا قام بعرض الدور على "هاريسون فورد" قائلاً: "فورد يمتلك جودة كل الرجال"، التي تناسب الشخصية. تم تأكيد اختيار فورد في مارس 1989. حصل فورد على أجر مقداره 7 ملايين دولار لهذا الدور. كان كاتب الرواية سكوت تورو، في البداية، غير متأكد من إمكانية فورد لأداء الدور لكنه رضخ بعد مشاهدة بعض أفلام فورد السابقة. قال هاريسون فورد: "حذرني الأصدقاء من أن هذا كان دورًا صعبًا لأن راستي شخصية سلبية ومنغلق على نفسه"، وقرأ فورد الرواية لتجنب الجدل حول الأحداث والتفاصيل التي تم إهمالها من الكتاب. اقترح فورد أيضًا على باكولا أن راستي
بقصة شعر قصيرة جداً وأوضح: "هناك العديد من الأشياء التي وجدت أنني أستطيع التعبير عنها بقصة شعري القصيرة. أبسطها، أردت أن أخبر الجمهور بترك أمتعتهم في المنزل - وعدم توقع مشاهدة هاريسون فورد الذي عرفوه من قبل."
في إطار التحضير لأدوار الممثلين وحيث أن كل الأدوار لشخصيات قانونية وتدور الأحداث في المحاكم، تم تسهيل وصول الممثلين إلى محامين يعملون كمستشارين. راقب فورد محاكمات القتل مع باكولا في محكمة التسجيل في ديترويت وشاهد لقطات تدريبية من جمعية المدعين العامين في ميشيغان. قامت جريتا سكاتشي، التي تلعب دور كارولين بوليهيموس، بمتابعة ومشاهدة رئيسة وحدة الجرائم الجنسية بمقاطعة مانهاتن "ليندا فيرستين". قام راؤول جوليا، الذي يلعب دور المحامي ساندي ستيرن، بعمل أبحاث عن دوره من خلال لقاء المحامي الجنائي مايكل كينيدي. شعر بول وينفيلد بثقل دور القاضي "لارين ليتل" عند قراءة الرواية وعلم أن الإخراج سيكون من نصيب باكولا، وهكذا التقى بقاضي المحكمة العليا في نيويورك "بروس إم رايت"، الذي أصر على أنه يرتدي رداءًا قضائيًا ويراقب عدة قضايا.
أمضى باكولا ثلاثة أسابيع في التدريب مع الممثلين قبل أن يبدأ التصوير الرئيسي في 31 يوليو 1989 بميزانية قدرها 20 مليون دولار، وبدأ التصوير في ديترويت، واختتم التصوير الرئيسي في 24 أكتوبر 1989.
ظهر العرض العالمي الأول للفيلم في مسرح فوكس بروين في لوس أنجلوس، كاليفورنيا في 25 يوليو 1990، مع حفلة لاحقة أقيمت في مطعم "تشيسن". وزعت شركة وارنر براذرز الفيلم في 27 يوليو 1990.

## استقبال الفيلم
منح موقع "الطماطم الفاسدة" الفيلم تقييماً مقداره 86% بناءاً على آراء 56 ناقداً سينمائياً، وكتب إجماع نقاد الموقع: "بفضل السيناريو المتميز والإخراج المركّز للمخرج آلان باكولا والأداء الرائع من هاريسون فورد، يُعد فيلم "مفترض براءته" نوعًا من أفلام الإثارة الفعالة التي يطمح إليها معظم الآخرين في قاعة المحكمة."
منح موقع "ميتاكريتيك" الفيلم تقييماً مقداره 72% بناءاً على آراء 26 ناقداً سينمائياً.
الجماهير التي استطلعت آراؤهم شركة "سينما سكور" منحت الفيلم درجة ( -A) على مقياس من (+ A) إلى (F).
طلب شركة وارنر براذرز في بيان صحفي ألا يكشف النقاد نهاية الفيلم. توقع جاي بويار من أورلاندو سينتينل: "الأمر ليس أن وارنر براذرز قلقة بالفعل من أن المراجعين سيقدمون الحل لغموض القتل. إنما تريد الشركة تعزيز الانطباع بأن الفيلم مليء بالمفاجآت"، بينما تجاهل ريتشارد شيكل من مجلة تايم الطلب وكشف عن براءة روستي في مراجعته، وكتب: "قاتل كارولين لديه دافع ممتاز لقتلها ... لكن من الصعب قبول احتمال أن يترك الجاني الحقيقي هروبه من الفخ للصدفة تمامًا."
صرح الناقد روجر إيبرت من شيكاغو صن تايمز: "حتى لو كنت تعتقد أنك تعرف من هو القاتل، فإن الأداء ذكي للغاية والسيناريو ... دقيق للغاية لدرجة أنه قد يتضح أن توقعاتك خاطئة."
صرحت شيلا بنسون، من صحيفة لوس أنجلوس تايمز: "انه ذكي، ومعقد ويأسرك، هو أحد تلك الأفلام النادرة التي يبدو أن جميع الشخصيات في حالة من الرقة، ولا يتم الإفصاح عن الواقع أبدًا. وبعد انتهائه، يسترجعه المشاهد ويعيد عرض تعقيداته بإحساس عميق بالرضا."
أشادت جانيت ماسلين من صحيفة نيويورك تايمز بإخراج باكولا، وكتبت: "لقد أخرج باكولا فيلماً مكثفًا ومغلفًا وممتعًا على الشاشة لقصة السيد تورو."  
كتب الناقد السينمائي جوناثان روزنباوم أن الفيلم كان: "قاعة محكمة من الدرجة الأولى، الدراما التي ستبقيك على حالة من التخمين إذا لم تكن قد قرأت الكتاب؛ حتى لو كنت قد قرأت، فهي لا تزال قصة مصاغة جيدًا."
أشادت مجلة فاريتي بالأداء والكتابة: "فورد، بأداء ناضج للغاية ودقيق وغير مزعج، حقق إنجازًا صعبًا وجعل من المستحيل التأكد منه. يتم التحكم في بيديليا بشكل عجيب، وسكاتشي، بدون أي تلميح إلى اللهجة الأوروبية، فهو مقنع ومغري. كل من جون سبنسر وجو غريفاسي وتوم مارديروسيان وساب شيمونو مقنعون بصفتهم: المحقق والسياسي والمدعي العام والطبيب الشرعي."
أوين جليبرمان، كاتب المجلة الإسبوعية الإلكترونية إنترتينمنت ويكلي، انتقد اتجاه باكولا، قائلاً: "باكولا جيد في وضع سلسلة معقدة من الأحداث (يظل أفضل أفلامه هو "كل رجال الرئيس")، لكنه ليس كبيرًا هنا."
صرح ديفيد كير من صحيفة شيكاغو تريبيون: "على الرغم من أنه فيلم وسيم، تم تنظيمه بعناية وشجاعة معقولة المستوى، فإن الانتقال من الكتاب إلى الشاشة يبالغ فقط في طبيعة الأجزاء التي يمكن التخلص منها بينما يحرمها من القوة الأسلوبية الوحيدة للرواية، فالفيلم راوي غير موثوق به."

## الجوائز والترشيحات
فاز الفيلم بجائزة (BMI) للأفلام والتلفزيون عن أفضل موسيقى للأفلام (جون ويليامز). وتلقى العديد من الترشيحات، مع تقدير خاص لسيناريو الفيلم من تأليف آلان باكولا وفرانك بيرسون. حصل الفيلم على ترشيح لجائزة إدغار آلان بو لأفضل فيلم، وترشيح لجائزة (USC) لباكولا، بيرسون ورواية تورو 

## وصلات خارجية
- مفترض براءته على موقع IMDb (الإنجليزية)
- مفترض براءته على موقع ميتاكريتيك (الإنجليزية)
- مفترض براءته على موقع الموسوعة البريطانية (الإنجليزية)
- مفترض براءته على موقع روتن توميتوز (الإنجليزية)
- مفترض براءته على موقع نتفليكس (الإنجليزية)
- مفترض براءته على موقع قاعدة بيانات الأفلام العربية
- مفترض براءته على موقع ألو سيني (الفرنسية)
- مفترض براءته على موقع Turner Classic Movies (الإنجليزية)
- مفترض براءته على موقع أول موفي (الإنجليزية)
- مفترض براءته على موقع بوكس أوفيس موجو (الإنجليزية)

https://letterboxd.com/film/presumed-innocent/ مفترض براءته (فلم)
https://www.filmaffinity.com/en/film190216.html مفترض براءته (فلم)
https://www.themoviedb.org/movie/11092-presumed-innocent مفترض براءته (فلم)
https://www.blu-ray.com/movies/Presumed-Innocent-Blu-ray/35143/ مفترض براءته (فلم)